# Estonské fotbalové mistrovství 1922
Druhý ročník Eesti jalgpalli meistrivõistluste A-klass (Estonského fotbalového mistrovství) se konal od 10. října do 29. října 1922.
Soutěže se zúčastnili čtyři kluby v systému play off. Vítězem turnaje se stal opět SK Tallinna Sport, který porazil ve finále JK Tallinna Kalev 4:2.